# Gens Titinia
De gens Titinia was een plebejische gens. Er wordt geen melding van gemaakt tot de periode van de decemviri, maar het werd nooit een belangrijke gens, en geen enkele van haar leden bereikte het consulaat.
Beroemde leden zijn:
- Marcus Titinius, tribunus plebis in 449 v.Chr.;
- Sextus Titinius, tribunus plebis in 439 v.Chr.;
- Lucius Titinius Pansa Saccus, consulair tribunus in 400 v.Chr. en 396 v.Chr.;
- Marcus C. f. C. n. Titinius, magister equitum van de dictator Gaius Iunius Bubulcus in 302 v.Chr.;
- Publius Titinius, legatus van de praetor in de oorlog tegen de Galliërs in 200 v.Chr.;
- Marcus Titinius, tribunus plebis in 193 v.Chr.;
- Gaius Titinius, tribunus plebis in 193 v.Chr.;
- Marcus Titinius Curvus, praetor urbanus in 178 v.Chr.;
- Marcus Titinius, praetor in 178 v.Chr.;
- Gaius Titinius Gadaeus, een van de leiders van de slaven in Sicilië;
- Marcus Titinius, legatus van Licinius Nerva in de strijd tegen de slaven;
- Gaius Titinius, de echtgenoot van Fannia;
- Gnaius Titinius, voornaam Romeins eques;
- Titinii worden ook vermeld onder de personen die op de proscriptielijsten van Sulla stonden en door Catilina vermoord werden;
- Quintus Titinius, een van de rechters in het proces tegen Verres;
- Titinius, centurio in het leger van Cassius in de slag bij Philippi (42 v.Chr.);
- Titinius, legatus van Octavianus in zijn strijd tegen Sextus Pompeius;
- Gaius Titinius, enkel bekend van munten;
- Titinius, de dramaturg.

## Referentie
- W. Smith, art. Titinia gens, in W. Smith (ed.), A Dictionary of Greek and Roman Antiquities, III, Londen, 1870, p. 1156.